# ريتشارد أوتينغ منساه
ريتشارد أوتينغ منساه (بالإنجليزية: Richard Oteng Mensah)‏ هو لاعب كرة قدم غاني في مركز الوسط، ولد في 14 سبتمبر 1981. لعب مع نادي مالمو.